# Ron Yeats
Ron Yeats (15. listopadu 1937, Aberdeen – 6. září 2024) byl skotský fotbalista, obránce.

## Fotbalová kariéra
Začínal ve Skotsku v týmu Dundee United FC. Po 4 sezónách přestoupil do Liverpool FC, za který hrál až do roku 1971. S Liverpoolem získal dva mistrovské tituly a jedno vítězství v FA Cupu. Po odchodu z Liverpoolu vedl jako hrající trenér třetiligový tým Tranmere Rovers FC. Kariéru zakončil v nižších soutěžích v týmech Stalybridge Celtic FC, Barrow AFC, Los Angeles Skyhawks, Santa Barbara Condors, Formby FC a Rhyl FC. V Poháru mistrů evropských zemí nastoupil ve 14 utkáních a dal 1 gól, v Poháru vítězů pohárů nastoupil v 9 utkáních a ve Veletržním poháru nastoupil ve 13 utkáních a dal 1 gól. Za skotskou fotbalovou reprezentaci nastoupil v letech 1964–1966 ve 4 utkáních. 

## Ligová bilance
| Ročník                                    | Zápasy | Góly | Klub               |
| ----------------------------------------- | ------ | ---- | ------------------ |
| Scottish Championship 1957/1958           | 15     | 0    | Dundee United FC   |
| Scottish Championship 1958/1959           | 19     | 0    | Dundee United FC   |
| Scottish Championship 1959/1960           | 33     | 1    | Dundee United FC   |
| Scottish Premiership 1960/1961            | 28     | 0    | Dundee United FC   |
| Football League Second Division 1961/1962 | 41     | 0    | Liverpool FC       |
| Football League First Division 1962/1963  | 38     | 0    | Liverpool FC       |
| Football League First Division 1963/1964  | 36     | 1    | Liverpool FC       |
| Football League First Division 1964/1965  | 35     | 0    | Liverpool FC       |
| Football League First Division 1965/1966  | 42     | 2    | Liverpool FC       |
| Football League First Division 1966/1967  | 40     | 2    | Liverpool FC       |
| Football League First Division 1967/1968  | 38     | 2    | Liverpool FC       |
| Football League First Division 1968/1969  | 39     | 2    | Liverpool FC       |
| Football League First Division 1969/1970  | 37     | 3    | Liverpool FC       |
| Football League First Division 1970/1971  | 12     | 1    | Liverpool FC       |
| Football League Third Division 1971/1972  | 19     | 2    | Tranmere Rovers FC |
| Football League Third Division 1972/1973  | 42     | 1    | Tranmere Rovers FC |
| Football League Third Division 1973/1974  | 36     | 2    | Tranmere Rovers FC |
| CELKEM Football League First Division     | 317    | 13   |                    |
| CELKEM Scottish Premiership               | 28     | 0    |                    |